# Battaglia di Utria
La Battaglia di Utria (in estone Utria Lahing) conosciuto anche come lo Sbarco di Utria (in estone Utria Dessant), ebbe luogo sulla spiaggia del piccolo villaggio di Udria, dal 17 fino al 20 gennaio 1919, durante la guerra d'indipendenza estone tra l'Esercito estone e l'Armata Rossa. Fu uno sbarco delle forze anfibie estoni costituite principalmente dalla Heimosodat finlandese.

## Battaglia

### Forze estoni
La forza navale era sotto il comando dell'ammiraglio Johan Pitka, con il supporto dell'ufficiale navale svedese Martin Ekström, del capitano Aleksander Paulus e del capitano Anto Nestori Eskola. La forza d'invasione era composta da circa 1.900 soldati sotto il comando del colonnello Martin Eugen Ekström. 

### Forze sovietiche
Elementi della 6ª Divisione fucilieri, incaricati di difendere l'area, erano sotto il comando di Nikolai Ivanov. In totale, i sovietici riuscirono a radunare una forza di 2.700 uomini per difendere l'area dall'esercito estone.

## Conseguenze
Lo sbarco riuscito effettuato dall'esercito estone permise alle unità estoni di liberare la città di confine di Narva il 19 gennaio 1919.